# Đỗ Văn Tài
Đỗ Văn Tài (1932–2010), nguyên Đại biểu Quốc hội, Ủy viên Ủy ban Thường vụ Quốc hội, Chủ nhiệm Ủy ban Đối ngoại của Quốc hội nước Cộng hòa Xã hội Chủ nghĩa Việt Nam; nguyên Phó trưởng ban Ban Đối ngoại Ban Chấp hành Trung ương Đảng Cộng sản Việt Nam.

## Tiểu sử và Quá trình công tác
Đỗ Văn Tài, sinh ngày 1 tháng 3 năm 1932; Quê quán: xã Vĩnh Tiến, huyện Vĩnh Bảo, thành phố Hải Phòng;
Ông vào Đảng Cộng sản Việt Nam ngày 21/7/1950.
Ông từng đảm nhiệm các chức vụ: Ủy viên Ủy ban Thường vụ Quốc hội, Chủ nhiệm Ủy ban Đối ngoại của Quốc hội khoá X; Phó trưởng ban Ban Đối ngoại Trung ương; Đại sứ Đặc mệnh toàn quyền nước CHXHCN Việt Nam tại Cộng hòa Cuba (1988-1992); Phó Chủ tịch Hội Hữu nghị Việt Nam – Cuba.
Ông đã từ trần hồi 18 giờ 50 phút, ngày 15 tháng 4 năm 2010 tại Bệnh viện Hữu nghị, hưởng thọ 79 tuổi. An táng tại nghĩa trang Mai Dịch, Từ Liêm, Hà Nội.

## Phong tặng
- Huân chương chiến thắng hạng Ba;
- Huân chương kháng chiến chống Mỹ cứu nước hạng nhất;
- Huân chương "Đoàn kết" Nhà nước Cuba tặng;
- Nhiều Huân chương, huy chương cao quý khác;
- Huy hiệu 50 năm tuổi Đảng.

## Ngoài lề
Do có thời gian công tác ở Cuba nên người con đầu lòng của ông được đặt tên là Quy Ba.